# Cantone di Châteaumeillant
Il Cantone di Châteaumeillant è una divisione amministrativa dell'arrondissement di Saint-Amand-Montrond.
A seguito della riforma approvata con decreto del 21 febbraio 2014, che ha avuto attuazione dopo le elezioni dipartimentali del 2015, è passato da 11 a 38 comuni.

## Composizione
Gli 11 comuni facenti parte prima della riforma del 2014 erano:
- Beddes
- Châteaumeillant
- Culan
- Préveranges
- Reigny
- Saint-Christophe-le-Chaudry
- Saint-Jeanvrin
- Saint-Maur
- Saint-Priest-la-Marche
- Saint-Saturnin
- Sidiailles

Dal 2015 i comuni appartenenti al cantone sono i seguenti 38:
- Ainay-le-Vieil
- Arcomps
- Ardenais
- Beddes
- La Celle-Condé
- La Celette
- Châteaumeillant
- Le Châtelet
- Chezal-Benoît
- Culan
- Épineuil-le-Fleuriel
- Faverdines
- Ids-Saint-Roch
- Ineuil
- Lignières
- Loye-sur-Arnon
- Maisonnais
- Montlouis
- Morlac
- La Perche
- Préveranges
- Reigny
- Rezay
- Saint-Baudel
- Saint-Christophe-le-Chaudry
- Saint-Georges-de-Poisieux
- Saint-Hilaire-en-Lignières
- Saint-Jeanvrin
- Saint-Maur
- Saint-Pierre-les-Bois
- Saint-Priest-la-Marche
- Saint-Saturnin
- Saint-Vitte
- Saulzais-le-Potier
- Sidiailles
- Touchay
- Vesdun
- Villecelin